# 12e cérémonie des Oscars
La 12e cérémonie des Oscars du cinéma s'est déroulée le 29 février 1940 à l'Hôtel Ambassador à Los Angeles.

## Palmarès

### Meilleur film
- Autant en emporte le vent (Gone with the Wind), produit par Selznick International Pictures
  - Au revoir Mr. Chips (Goodbye, Mr. Chips), produit par Metro-Goldwyn-Mayer
  - La Chevauchée fantastique (Stagecoach), produit par Walter Wanger Production Company
  - Des souris et des hommes (Of Mice and Men), produit par Hal Roach Production Company
  - Elle et lui (Love Affair), produit par RKO Radio Pictures
  - Les Hauts de Hurlevent (Wuthering Heights), produit par Samuel Goldwyn Productions
  - Le Magicien d'Oz (The Wizard of Oz), produit par Metro-Goldwyn-Mayer
  - Monsieur Smith au Sénat (Mr. Smith Goes to Washington), produit par Columbia
  - Ninotchka, produit par Metro-Goldwyn-Mayer
  - Victoire sur la nuit (Dark Victory), produit par Warner Bros. et First National Pictures

### Meilleur réalisateur
- Victor Fleming pour Autant en emporte le vent (Gone with the Wind)
  - Sam Wood pour Au revoir Mr. Chips (Goodbye, Mr. Chips)
  - Frank Capra pour Monsieur Smith au Sénat (Mr. Smith Goes to Washington)
  - John Ford pour La Chevauchée fantastique (Stagecoach)
  - William Wyler pour Les Hauts de Hurlevent (Wuthering Heights)

### Meilleur acteur
- Robert Donat pour le rôle d'Arthur Chipping dans Au revoir Mr. Chips (Goodbye, Mr. Chips)
  - Mickey Rooney pour le rôle de Mickey Moran dans Place au rythme (Babes in Arms)
  - Clark Gable pour le rôle de Rhett Butler dans Autant en emporte le vent (Gone with the Wind)
  - James Stewart pour le rôle de Jefferson Smith dans Monsieur Smith au Sénat (Mr. Smith Goes to Washington)
  - Laurence Olivier pour le rôle de Heathcliff dans Les Hauts de Hurlevent (Wuthering Heights)

### Meilleure actrice
- Vivien Leigh pour le rôle de Scarlett O’Hara dans Autant en emporte le vent (Gone with the Wind)
  - Bette Davis pour le rôle de Judith Traherne dans Victoire sur la nuit (Dark Victory)
  - Irene Dunne pour le rôle de Terry McKay dans Elle et lui (Love Affair)
  - Greta Garbo pour le rôle de Nina Ivanovna Yakouchova dans Ninotchka
  - Greer Garson pour le rôle de Katherine dans Au revoir Mr. Chips (Goodbye, Mr. Chips)

### Meilleur acteur dans un second rôle
- Thomas Mitchell pour le rôle du Dr Josiah Boone dans La Chevauchée fantastique (Stagecoach)
  - Brian Donlevy pour le rôle du sergent Markoff dans Beau Geste
  - Brian Aherne pour le rôle de l'empereur Maximilien Ier dans Juarez
  - Harry Carey pour le rôle du vice-président dans Monsieur Smith au Sénat (Mr. Smith Goes to Washington)
  - Claude Rains pour le rôle du sénateur Joseph Harrison Paine dans Monsieur Smith au Sénat (Mr. Smith Goes to Washington)

### Meilleure actrice dans un second rôle
- Hattie McDaniel pour le rôle de Mammy dans Autant en emporte le vent (Gone with the Wind)
  - Edna May Oliver pour le rôle de Mrs. McKlennar dans Sur la piste des Mohawks (Drums Along the Mohawk)
  - Olivia de Havilland pour le rôle de Melanie Hamilton dans Autant en emporte le vent (Gone with the Wind)
  - Maria Ouspenskaya pour le rôle de grand-mère Janou dans Elle et lui (Love Affair)
  - Geraldine Fitzgerald pour le rôle d'Isabella Linton dans Les Hauts de Hurlevent (Wuthering Heights)

### Meilleur scénario adapté
- Sidney Howard (à titre posthume) pour Autant en emporte le vent (Gone with the Wind) d'après le roman Autant en emporte le vent de Margaret Mitchell
  - R. C. Sherriff, Claudine West et Eric Maschwitz pour Au revoir Mr. Chips (Goodbye, Mr. Chips) d'après le roman Goodbye, Mr. Chips de James Hilton
  - Sidney Buchman pour Monsieur Smith au Sénat (Mr. Smith Goes to Washington) d'après une histoire de Lewis R. Foster
  - Charles Brackett, Billy Wilder et Walter Reisch pour Ninotchka d'après une histoire de Melchior Lengyel
  - Charles MacArthur et Ben Hecht pour Les Hauts de Hurlevent (Wuthering Heights) d'après le roman Les Hauts de Hurlevent de Emily Brontë

### Meilleure histoire originale
- Lewis R. Foster pour Monsieur Smith au Sénat (Mr. Smith Goes to Washington)
  - Felix Jackson pour Mademoiselle et son bébé (Bachelor Mother)
  - Mildred Cram et Leo McCarey pour Elle et lui (Love Affair)
  - Melchior Lengyel pour Ninotchka
  - Lamar Trotti pour Vers sa destinée (Young Mr. Lincoln)

### Meilleurs décors
- Lyle Wheeler pour Autant en emporte le vent (Gone with the Wind)
  - Hans Dreier et Robert Odell pour Beau Geste
  - Charles D. Hall pour Capitaine Furie (Captain Fury)
  - Jack Otterson et Martin Obzina pour First Love
  - Van Nest Polglase et Al Herman pour Elle et lui (Love Affair)
  - John Victor Mackay pour Man of Conquest
  - Lionel Banks pour Monsieur Smith au Sénat (Mr. Smith Goes to Washington)
  - Anton Grot pour La Vie privée d’Élisabeth d’Angleterre (The Private Lives of Elizabeth and Essex)
  - William S. Darling et George Dudley pour La Mousson (The Rains Came)
  - Samuel Borchovski Jr. pour La Chevauchée fantastique (Stagecoach)
  - Cedric Gibbons et William A. Horning pour Le Magicien d’Oz (The Wizard of Oz)
  - James Basevi pour Les Hauts de Hurlevent (Wuthering Heights)

### Meilleure photographie
Noir et blanc
- Gregg Toland pour Les Hauts de Hurlevent (Wuthering Heights)
  - Bert Glennon pour La Chevauchée fantastique (Stagecoach)

Couleur
- Ernest Haller et Ray Rennahan pour Autant en emporte le vent (Gone with the Wind)
  - Sol Polito et W. Howard Greene pour La Vie privée d'Élisabeth d'Angleterre (The Private Lives of Elizabeth and Essex)

### Meilleur montage
- Hal C. Kern et James E. Newcom pour Autant en emporte le vent (Gone with the Wind)
  - Charles Frend pour Au revoir Mr. Chips (Goodbye, Mr. Chips)
  - Gene Havlick et Al Clark pour Monsieur Smith au Sénat (Mr. Smith Goes to Washington)
  - Barbara McLean pour La Mousson (The Rains Came)
  - Otho Lovering et Dorothy Spencer pour La Chevauchée fantastique (Stagecoach)

### Meilleur son
- Bernard B. Brown pour Veillée d'amour (When Tomorrow Comes)
  - Douglas Shearer pour Balalaika
  - Thomas T. Moulton pour Autant en emporte le vent (Gone with the Wind)
  - A. W. Watkins pour Au revoir Mr. Chips (Goodbye, Mr. Chips)
  - Loren L. Ryder pour The Great Victor Herbert
  - John Aalberg pour Quasimodo (The Hunchback of Notre Dame)
  - Charles L. Lootens pour Man of Conquest
  - John Livadary pour Monsieur Smith au Sénat (Mr. Smith Goes to Washington)
  - Elmer A. Raguse pour Des souris et des hommes (Of Mice and Men)
  - Nathan Levinson pour La Vie privée d'Élisabeth d'Angleterre (The Private Lives of Elizabeth and Essex)
  - E. H. Hansen pour La Mousson (The Rains Came)

### Meilleure musique de film
Meilleure partition originale
- Herbert Stothart et Harold Arlen pour Le Magicien d'Oz (The Wizard of Oz)
  - Max Steiner pour Victoire sur la nuit (Dark Victory)
  - Werner Janssen pour Divorcé malgré lui (Eternally Yours)
  - Victor Young pour L'Esclave aux mains d'or (Golden Boy)
  - Max Steiner pour Autant en emporte le vent (Gone with the Wind)
  - Victor Young pour Les Voyages de Gulliver (Gulliver's Travels)
  - Lud Gluskin et Lucien Moraweck pour L'Homme au masque de fer (The Man in the Iron Mask)
  - Victor Young pour Man of Conquest
  - Anthony Collins pour Edith Cavell (Nurse Edith Cavell) –
  - Aaron Copland pour Des souris et des hommes (Of Mice and Men)
  - Alfred Newman pour La Mousson (The Rains Came)
  - Alfred Newman pour Les Hauts de Hurlevent (Wuthering Heights)

Meilleure adaptation musicale
- Richard Hageman, Franke Harling, John Leipold et Leo Shuken pour La Chevauchée fantastique (Stagecoach)
  - George E. Stoll et Roger Edens pour Place au rythme (Babes in Arms)
  - Charles Previn pour First Love
  - Phil Boutelje et Arthur Lange pour The Great Victor Herbert
  - Alfred Newman pour Quasimodo (The Hunchback of Notre Dame)
  - Lou Forbes pour Intermezzo (Intermezzo)
  - Dimitri Tiomkin pour Monsieur Smith au sénat (Mr. Smith Goes to Washington)
  - Aaron Copland pour Des souris et des hommes (Of Mice and Men)
  - Erich Wolfgang Korngold pour La Vie privée d'Élisabeth d'Angleterre (The Private Lives of Elizabeth and Essex)
  - Cy Feuer pour She Married a Cop
  - Louis Silvers pour Swanee River
  - Alfred Newman pour Mélodie de la jeunesse (They Shall Have Music)
  - Victor Young pour Way Down South

### Meilleure chanson
- Over the Rainbow dans Le Magicien d'Oz (The Wizard of Oz) – Musique de Harold Arlen, paroles de E. Y. Harburg
  - Faithful Forever dans Les Voyages de Gulliver (Gulliver's Travels) – Musique de Ralph Rainger, paroles de Leo Robin
  - I Poured My Heart into a Song dans La Fille du nord (Second Fiddle) – Paroles et musique d'Irving Berlin
  - Wishing dans Elle et lui (Love Affair) – Paroles et musique de Buddy De Sylva

### Meilleur court métrage en prises de vues réelles
- Une bobine : Busy Little Bears, produit par Paramount Pictures
- Deux bobines : Sons of Liberty, produit par Warner Bros.
  - Drunk Driving - MGM
  - Five Times Five - RKO Pictures

### Meilleur court métrage d'animation
- Walt Disney pour Le Vilain Petit Canard (The Ugly Duckling), série Silly Symphonies, réalisé par Jack Cutting
  - Warner Bros. pour Detouring America
  - Metro-Goldwyn-Mayer pour Peace on Earth
  - Walt Disney Pictures pour Chien d'arrêt (The Pointer), série Mickey Mouse

## Oscars d'honneur
- pour Motion Picture Relief Found (Jean Hersholt, président : Ralph Morgan, président du comité de direction ; Ralph Block, premier vice-président ; Conrad Nagel), « en reconnaissance des services exceptionnels rendus à l'industrie durant l'année écoulée et de sa direction éclairée » (« acknowledging the outstanding services to the industry during the past year of the Motion Picture Relief Fund and its progressive leadership »)
- pour Douglas Fairbanks (à titre posthume), « en reconnaissance de son unique et exceptionnelle contribution en tant que premier président de l'Académie au développement international du cinéma » (« recognizing the unique and outstanding contribution of Douglas Fairbanks, first President of the Academy, to the international development of the motion picture »)
- pour William Cameron Menzies, « pour l'exceptionnel accomplissement dans l'usage de la couleur comme moyen d'expression dramatique dans Autant en emporte le vent » (« for outstanding achievement in the use of color for the enhancement of dramatic mood in the production of Gone with the Wind »)
- Meilleure photographie en couleurs : pour Technicolor, « pour ses contributions à l'adaptation réussie du procédé tricolore à l'écran » (« for its contributions in successfully bringing three-color feature production to the screen »)
- Meilleur jeune acteur de l'année : pour Judy Garland, « pour sa remarquable interprétation en tant que jeune actrice au cours de l'année passée » (« for her outstanding performance as a screen juvenile during the past year »)

## Oscar en mémoire d'Irving G. Thalberg
- David O. Selznick

## Statistiques

### Récompenses multiples
- 8 Oscars : Autant en Emporte le Vent
- 2 Oscars : La Chevauchée fantastique et Le Magicien d'Oz

### Nominations multiples
- 13 nominations : Autant en emporte le vent
- 11 nominations : Monsieur Smith au sénat
- 8 nominations : Les Hauts de Hurlevent
- 7 nominations : Au revoir Mr. Chips et La Chevauchée fantastique
- 6 nominations : Elle et lui, La Mousson, Le Magicien d'Oz
- 5 nominations : La Vie privée d'Élisabeth d'Angleterre
- 4 nominations : Ninotchka et Des souris et des hommes
- 3 nominations : Victoire sur la nuit, First Love, The Great Victor Herbert, Man of Conquest
- 2 nominations : Place au rythme, Beau Geste, Sur la piste des Mohawks, Les Voyages de Gulliver, Quasimodo, Intermezzo, Juarez